# Nedanovce
Nedanovce (deutsch Nedanowetz, ungarisch Nadány – bis 1907 Nedanóc) ist eine Gemeinde in der West-Mitte der Slowakei mit 620 Einwohnern (Stand 31. Dezember 2024), die zum Okres Partizánske, einem Teil des Trenčiansky kraj, gehört.

## Geographie
Die Gemeinde befindet sich im östlichen Teil des Hügellands Nitrianska pahorkatina auf linksufriger Flurterrasse der Nitra. Das Ortszentrum liegt auf einer Höhe von 180 m n.m. und ist acht Kilometer von Partizánske entfernt.
Nachbargemeinden sind Chynorany im Norden, Krásno im Osten, Turčianky im Südosten, Klátova Nová Ves im Süden und Bošany im Westen.

## Geschichte

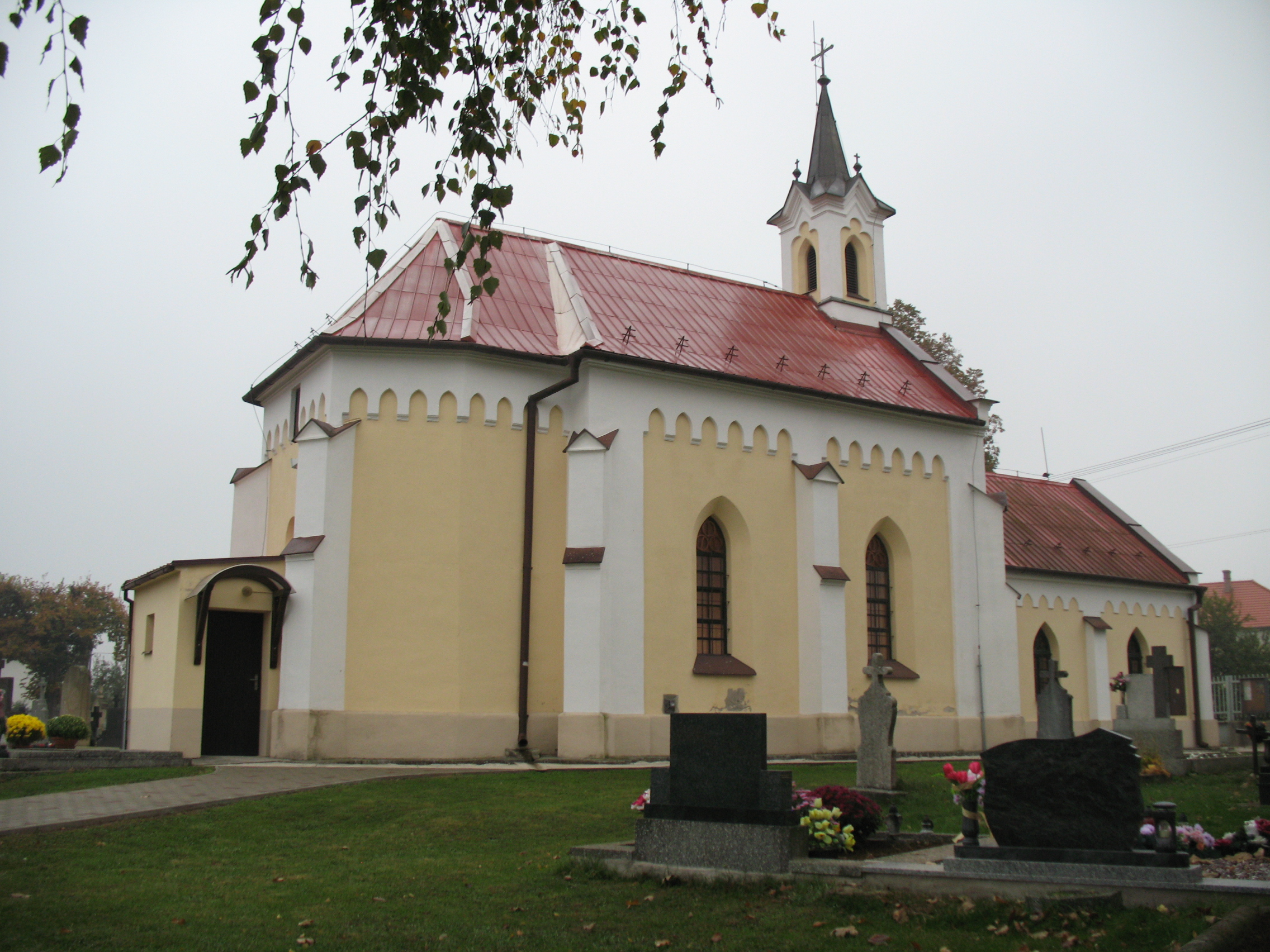
Kirche in Nedanovce

Nedanovce wurde zum ersten Mal 1344 als Nadan schriftlich erwähnt und lag im Herrschaftsgebiet der Neutraer Burg. Ab 1352 war das Dorf Besitz des Geschlechts Apponyi. 1553 gab es einen Meierhof und 12 Porta, 1715 wohnten 13 Haushalte hier, 1828 zählte man 67 Häuser und 467 Einwohner, die als Fuhrmänner, Landwirte, Obstbauern und Winzer beschäftigt waren. Dazu war der Ort im Besonderen durch Weißkohlanbau geprägt. Im 19. Jahrhundert gab es in Nedanovce eine Baumschule und eine Brennerei.
Bis 1918 gehörte der im Komitat Neutra liegende Ort zum Königreich Ungarn und kam danach zur Tschechoslowakei beziehungsweise heute Slowakei.

## Bevölkerung
| Jahr                | 1994 | 2004     | 2014    | 2024    |
| ------------------- | ---- | -------- | ------- | ------- |
| Anzahl der Personen | 557  | 615      | 621     | 620     |
| Unterschied         |      | +10,41 % | +0,97 % | −0,16 % |

| Jahr                | 2023 | 2024    |
| ------------------- | ---- | ------- |
| Anzahl der Personen | 623  | 620     |
| Unterschied         |      | −0,48 % |

Gemäß der Volkszählung 2011 wohnten in Nedanovce 648 Einwohner, davon 638 Slowaken und drei Magyaren. Ein Einwohner gab eine andere Ethnie an und sechs Einwohner machten keine Angabe zur Ethnie.
603 Einwohner bekannten sich zur römisch-katholischen Kirche, vier Einwohner zur Evangelischen Kirche, ein Einwohner zur apostolischen Kirche und zwei Einwohner zu einer anderen Konfession. Neun Einwohner waren konfessionslos und bei 29 Einwohnern wurde die Konfession nicht ermittelt.